# ほっと一息裕子です
『ほっと一息裕子です』（ほっとひといきゆうこです）は、かつてニッポン放送をキーステーションに全国NRN系列局で放送していた番組。1987年4月から1996年9月まで放送。マツダ(アンフィニおよびユーノスまたはオートザム)の一社提供。ただしカウキャッチャーとしてヂーゼル機器（→ゼクセル、現：ロバート・ボッシュ）がついていた。
冒頭に曲をかけ、その後にパーソナリティーの名取裕子のフリートークと続き、最後にもう一曲かけて終わる構成であった。キー局のニッポン放送では『鶴光の噂のゴールデンアワー』内で放送された。番組の開始ジングルはニッポン放送とネット局で大きく異なっていた。

## 放送されていた局
- ニッポン放送 - 月曜 - 金曜 17:25 - 17:35
- STVラジオ - 月曜 - 金曜 13:45 - 13:53（『ときめきワイド』内で放送）
- 青森放送
  - 月曜 - 金曜 15:20 - 15:30（1992年3月まで）
  - 月曜 - 金曜 16:30 - 16:40（1992年4月から。1992年10月から『あおもりTODAY』内で放送）
- 秋田放送 - 月曜 - 金曜 16:40 - 16:50
- 岩手放送
  - 月曜 - 金曜 17:20 - 17:30（1993年3月まで）
  - 月曜 - 金曜 17:50 - 18:00（1993年4月～1994年9月）
  - 月曜 - 金曜 15:30 - 15:40（1994年10月から、『ワイドステーション』内で放送）
- 山形放送 - 月曜 - 金曜 16:50 - 17:00
- 東北放送
  - 月曜 - 金曜 13:50 - 14:00（1993年3月まで）
  - 月曜 - 金曜 13:47 - 13:57（1993年4月 - 、『きょうも大盛りラジオで元気!』内で放送）
- ラジオ福島 - 月曜 - 金曜 15:05 - 15:15
- 新潟放送 - 月曜 - 金曜 16:00 - 16:10
- 信越放送 - 月曜 - 金曜 15:10 - 15:20（1991年3月まで『佐相・菊地のときめきワイド!』内、1991年4月から『ラジオ五人囃子』内で、1995年4月から『ちょっと腕まくり』内で放送）
- 山梨放送 - 月曜 - 金曜 16:40 - 16:50
- 北日本放送
  - 月曜 - 金曜 16:05 - 16:15（1988年3月まで）
  - 月曜 - 金曜 16:38 - 16:48（1988年4月 - 1992年3月）
  - 月曜 - 金曜 15:25 - 15:35（1992年4月 - 1994年3月）
  - 月曜～金曜 16:00～16:10（1994年4月から、『きばらしパスタイム』内で放送）
- 福井放送 - 月曜 - 金曜 16:20 - 16:30（1993年10月から1995年3月まで『夕空スタジオてんこもり』内で放送）
- 静岡放送 - 月曜 - 金曜 16:40 - 16:50
- 東海ラジオ放送 - 月曜 - 金曜 12:25 - 12:35
- 和歌山放送 - 月曜 - 金曜 15:35 - 15:45
- ラジオ大阪 - 月曜 - 金曜 16:46 - 16:55（『情報ステーション ときめき大通り』『情報ポート ときめき海岸通り』内で、1994年10月からは『夕焼け横丁にしひがし』内で放送）
- 山陽放送（放送当時はJRN単独加盟局）
  - 月曜 - 金曜 15:40 - 15:50（1991年3月まで）
  - 月曜 - 金曜 15:20 - 15:30（1991年4月から）
- 山陰放送
  - 月曜 - 金曜 17:20 - 17:30（1993年3月まで）
  - 月曜 - 金曜 17:50 - 18:00（1993年4月から）
- 中国放送
  - 月曜 - 金曜 15:35 - 15:45（1988年4月 - 1989年9月は『なんでもジョッキー』内で放送）
  - 月曜 - 金曜 16:00 - 16:10（1989年10月から）
- 山口放送 - 月曜 - 金曜 16:20 - 16:30
- 四国放送 - 月曜 - 金曜 16:50 - 17:00
- 西日本放送
  - 月曜 - 金曜 17:50 - 18:00（1988年9月まで）
  - 月曜 - 金曜 16:40 - 16:50（1988年10月 - ）
- 南海放送
  - 月曜 - 金曜 15:25 - 15:35（1990年3月まで、『はやしひろひこのわがままステーション』内で放送）
  - 月曜 - 金曜 15:00 - 15:10（1990年4月 - 。『はやしひろひこのわがままステーション』内で、1993年10月からは『ほっとステーション』内で、1994年10月からは『ときめいてGOGO』内で、1996年4月からは『SOね山ちゃん!どんどんワイド』内で放送）
- 高知放送 - 月曜 - 金曜 16:50 - 17:00
- KBCラジオ
  - 月曜 - 金曜 15:30 - 15:40（1990年3月まで）
  - 月曜 - 金曜 15:25 - 15:35（1990年4月から『AFTERNOON SLOPE』内で、1993年4月から1996年3月まで『富田薫のもっとパラダイス→後庵継丸のもっとパラダイス』内で放送）
  - 月曜 - 金曜 15:45 - 15:55（1996年4月から）
- 大分放送 - 月曜～金曜 16:50～17:00
- 長崎放送
  - 月曜 - 金曜 15:45 - 15:55（1989年3月まで）
  - 月曜 - 金曜 15:15 - 15:25（1989年4月 - 1996年3月）
  - 月曜 - 金曜 15:40 - 15:50（1996年4月から『午後はいただき』内で放送）
- 熊本放送
  - 月曜 - 金曜 15:20 - 15:30（1995年9月まで、『こちら九州ラジオ村』内で放送）
  - 月曜 - 金曜 15:30 - 15:40（1995年10月から、『情報満載鉢盛りラジオ』内で放送）
- 宮崎放送 - 月曜 - 金曜 16:40 - 16:50
- 南日本放送
  - 月曜 - 金曜 14:40 - 14:50（1993年3月まで）
  - 月曜 - 金曜 14:10 - 14:20（1993年4月 - ）
- ラジオ沖縄 - 月曜 - 金曜 16:15 - 16:25

## 追記
1974年1月2日に、『小さな朝の詩』として放送開始した、同局系マツダ単独提供番組枠もこの番組をもって放送終了。『小さな朝の詩』は子供向け、『財津一郎・男の純情』／『山城新伍の新伍一番勝負』は中年男性向け、この『ほっと一息裕子です』は働く女性がターゲットであった。マツダのバブル期による業績低迷などを理由に、番組枠を一旦終了する運びとなった。
| ニッポン放送・NRN マツダ一社提供番組枠         | ニッポン放送・NRN マツダ一社提供番組枠 | ニッポン放送・NRN マツダ一社提供番組枠                                       |
| 前番組                                         | 番組名                                 | 次番組                                                                       |
| ---------------------------------------------- | -------------------------------------- | ---------------------------------------------------------------------------- |
| 山城新伍の新伍一番勝負 (1981.04~1987.03)       | ほっと一息裕子です (1987.04~1996.09)   | 終了                                                                         |
| ニッポン放送・NRN 夕方オンエアのラジオ箱番組枠 |                                        |                                                                              |
| 山城新伍の新伍一番勝負                         | ほっと一息裕子です                     | 田中美和子のどーですか、みなさん! (1996.10~1998.09) 【アサヒビール単独提供】 |